# 因果推斷
因果推断是一种研究因果关系的科学方法，旨在确定某个现象（因）对另一个现象（果）的独立影响。与传统的相关性分析不同，因果推断专注于探究当原因变量发生变化时，结果变量的具体响应。 这一领域在人工智能、医学、社会科学和经济学中得到了广泛应用。
因果推断的核心任务是通过数据分析揭示隐藏的因果关系。它不仅需要构建因果模型，还必须满足特定假设，以确保推断结果的可靠性。这些假设包括无混杂变量假设（不存在未观测的混杂因素）、共同支持假设（不同处理方式的分布具备可比性）、以及稳定性假设（个体间的治疗效果互不干扰）。
因果推断起源于早期专家系统的推断引擎，但当时的系统依赖预设规则，难以实现数据驱动的智能推断。随着统计学和人工智能的发展，因果推断逐渐形成了系统的方法论，并在医疗、经济政策评估和社会实验设计等领域展现了巨大潜力。
因果推断的最大挑战在于反事实分析：我们无法同时观察同一个体在不同处理方案下的结果。这一问题被称为“因果推断的基本问题”。科学家只能依赖对照组和实验组数据，通过统计推断间接估算因果关系。此外，因果推断对模型的假设依赖较高，若假设不成立，结果可能具有偏差。
尽管如此，因果推断近年来取得了显著进展。其广泛适用性和理论创新，使其成为人工智能、医疗诊断和政策制定等领域不可或缺的工具。

## 定義
推斷原因的過程可描述為：
- 「⋯⋯通過推理總結出某事是，或很可能是，其他事的原因。」 [4]
- 「通過建立原因和結果之間的協變、時序關係，以及通過排除可能的替代原因，識別出現象的一個或多個原因的過程。」 [5]

## 方法論

### 通用方法
當系統的一個變量可能影響另一個變量時，可以進行因果推斷。因果推理是根據科學方法進行的。因果推斷的第一步是制定一個可證偽的虛無假設，隨後用統計方法對其進行檢驗。頻率學派推斷利用統計方法確定數據在零假設下偶然出現的概率：用貝葉斯推斷確定自變量的影響。一般而言，統計推斷可用於區分出原始數據變量的變化是出自隨機浮動，抑或是明確的因果機制的影響。注意，相關不蘊涵因果，因此對因果關係的研究，以及對潛在因果機制（例如中介變項的存在性）的研究，都需要同樣關注數據之間的變化。因果推斷研究經常希望進行隨機對照試驗，其中干擾因素全部維持不變。此為推斷因果的一個標準方法。因果推斷中最消耗精力的部分往往在於試圖複製實驗條件。
流行病學研究採用不同的流行病學方法來收集和測量危險因子和結果的數據，以及使用不同方法刻劃這種關聯性。2020年一份對因果推斷方法的綜述發現，要將現有文獻用於臨床培訓將會很有挑戰性。這是因為這些已發表的文章通常預設讀者有深厚的技術背景，它們可能從統計學、流行病學、計算機科學、哲學的角度切入；而且各種不同方法論的方法繼續迅速擴展；此外，因果推斷的許多角度在文獻中篇幅有限。 
因果推理的常見框架是結構方程模型和魯賓因果模型。

### 實驗方法
實驗方法可以驗證因果機制。實驗是為了有目的地操縱感興趣的變量，同時保持其他實驗變量不變。僅操縱某變量的情況下，若對實驗結果產生了統計上顯著的影響，則有理由相信該變量引發了一定的因果效應（但需同時假設實驗設計滿足了一定的標準）。

#### 準實驗方法
當傳統的實驗方法不可用時，可以對因果機制進行準實驗驗證。這可能是由於實驗的成本過高，或者實驗本身就不可能進行，例如研究大型系統（如與選舉制度相關的經濟學）的實驗，或可能對測試對象造成危害的試驗。出於法律原因無法收集信息的情況下，也可能進行準實驗。

## 流行病學方法
流行病學研究特定生物群體的健康和疾病模式，以推斷起因和結果。假定的危險因子與疾病之間的相關性可能提示了因果，但並不等同於因果，因為相關不蘊涵因果。從歷史上看，柯霍氏法則自19世紀以來一直被用於確定微生物是否是疾病的起因。在20世紀1965年總結出的希爾準則則早已用於評估微生物學以外的因果關係，但這些標準也不是確定因果關係僅有的方法。
在分子流行病學中，研究現象屬分子生物學層級。其中遺傳學層面的生物標記可以是因果關係的證據。
最近的趨勢是在新興的分子病理流行病學（MPE）的跨學科領域中，在分子病理學層面上確定風險因子對於患病組織或細胞的影響的證據。將因子與疾病的分子病理特徵聯繫起來可以幫助評估因果關係。生物醫學和公共衛生科學的研究趨勢也包括研究特定疾病內在的異質性、「獨特疾病原理」（unique disease principle，即不同病人有不同病程）、疾病表型和亞型，亦體現在個體化醫療和精準醫學上。

## 計算機科學方法
對某些模型而言，從兩個時間獨立變量（例如X和Y）的聯合觀測數據中，可以根據X → Y（表示X是Y的原因，下同）和Y → X兩個方向的數據之間的不對稱性確定其因果關係。主要方法基於算法信息論模型和噪聲模型。

### 噪聲模型
在模型中加入一個獨立的噪聲項來比較兩個方向的數據。
以下是在假設Y → X下，引入噪聲E的一些噪聲模型：
- 加性噪聲： [10] {\displaystyle Y=F(X)+E}
- 線性噪聲： [11] {\displaystyle Y=pX+qE}
- 後非線性噪聲： [12] {\displaystyle Y=G(F(X)+E)}
- 異方差噪聲： {\displaystyle Y=F(X)+E.G(X)}
- 函數噪聲： [13] {\displaystyle Y=F(X,E)}

這些模型中的共同假設是：
- 不存在Y的其他原因（前置項）。
- X和E沒有共同的原因。
- 原因的分布獨立於因果機制。

直觀的想法是，將聯合分布P(原因, 結果)分解為P(原因)*P(結果|原因)的總複雜度通常會低於分解為P(結果)*P(原因|效果)。此處「複雜度」的概念儘管在直覺上很有吸引力，卻沒有明顯的精確定義。 另一系列的方法則試圖從大量標記數據中發現因果「足跡」，從而預測更靈活的因果關係。 

## 社會科學方法

### 社會科學
總體上，社會科學越來越傾於在因果評估中引入定量框架。很多這樣的研究為社會科學方法論提供了更嚴格的手段。1994年Gary King、Robert Keohane和Sidney Verba出版的《社會研究的設計》對政治學影響深遠。King、Keohane和Verba建議研究人員同時應用定量和定性方法，並採用統計推斷的語言來更清楚地瞭解他們感興趣的主題和分析單位。  定量方法的支持者也越來越常採用唐納德·魯賓開發的潛在結果模型作為推斷因果關係的標準。
儘管社會科學仍然大部分著重於在潛在結果框架中進行統計推斷，方法論者開發了新工具，同時使用定性和定量方法，進行因果推斷，有時稱為「混合方法」方法。 使用多元方法的倡導者認為，不同的方法論適用於不同研究主題。社會學家Herbert Smith和政治學家James Mahoney、Gary Goertz引用了統計學家Paul Holland的觀察（1986年文章〈統計和因果推斷〉的作者）：統計推斷最適合評估「原因的影響」而不是「影響的原因」。 定性方法論者認為，因果關係的形式化模型，包括過程追蹤和模糊集理論，能藉識別案例研究中的關鍵因素，或藉比較幾個案例研究，而提供推斷因果的機會。 在可觀察量有限，或存在混雜變量的情況下，統計推斷的適用性會受限，但此時前述方法仍很有價值。 

### 經濟學和政治科學
經濟學和政治科學中，由於現實世界中經濟和政治的複雜性，以及許多大規模現象無法在受控實驗中重現，因果推斷通常很困難。由於社會科學家可用的技術提高，加之有更多社會科學家和更多研究，社會科學的因果推理方法又有普遍改進，所以經濟和政治科學中的因果推理在方法論和嚴謹性方面繼續得到改進。
儘管確定經濟系統中的因果關係本質上很困難，在這些領域中存在幾種廣泛採用的方法。

#### 理論方法
經濟學家和政治學家可以使用理論（通常在理論驅動的計量經濟學）來估計在他們認為存在因果關係的情況下，所謂的因果關係的大小。理論家可以預設一個因果機制，並使用數據分析來描述其影響，以證明他們提出的理論是合理的。例如，理論家可以使用邏輯來構建模型，例如假說降雨會導致經濟生產力波動，但反之則不然。然而，不提供任何預測見解的純理論主張被稱為「前科學」，因為沒有方法預測假定的因果關係的影響。值得重申的是，社會科學中的回歸分析本質上並不意味著因果關係，因為僅考慮短期或特定數據集時，可能許多現象表現相關，但在其他時間段或其他數據集並無相關性。因此，若無明確定義的合理因果機制，就斷言相關屬性具有因果屬性，為時過早。

#### 輔助變量
輔助變量(IV)技術是一種確定因果關係的方法。該方法可以消除模型內某解釋變量與模型的誤差項之間的相關性。這是基於以下原理：如果模型的誤差項與另一個變量的變化密切相關，則模型的誤差項可能是該解釋變量變化的影響。通過引入新的工具變量來消除這種相關性，就能減少整個模型中存在的誤差。 

#### 模型指定
模型指定即是選擇用於數據分析的模型。社會科學家（實際上，所有科學家）必須正確地選用模型，因為不同的模型擅長估計不同的關係。
指定特定模型可用於確定緩慢出現的因果關係，其中一個時期內某項行動的結果只能在以後的時期出現。值得記住的是，相關性僅衡量兩個變量是否具有相似的變化，而非其中一個變量是否單向影響另一個變量；因此，不能僅根據相關性來確定因果關係的方向。因為相信先有因再有果，社會科學家會用模型來專門尋找一段時間內一個變量對另一個變量的影響。這導致計量經濟學中，較早發生的現象的變量被視為治理手段（treatment），計量測試則用於尋找數據中此類治理導致的後期變化。若數據中，前期治理手段中有意義的區別緊接著後期結果的有意義的區別，則可能表明治理和變化之間的因果關係（例如，格蘭傑因果檢驗）。此類研究是時間序列分析的示例。

#### 敏感度分析
在同一模型的不同實現中，可能包含或排除不同的變量（回歸分析中稱為回歸量），以區分研究不同的變化來源。這是敏感性分析的一種形式：它研究模型的實現對於添加新變量的敏感性。
使用敏感性分析的主要動機是希望發現干擾因子。干擾因子對統計檢驗的結果有很大影響，但不是因果推斷試圖研究的變量。干擾因子可能會導致回歸量在一個實現中顯得很重要，但在另一種實現中則不然。

##### 多重共線性
另一使用敏感性分析的原因是用於偵測多重共線性。多重共線性是兩個變量相關性非常高的現象。兩變量間的高度相關性可以劇烈地影響統計分析的結果——高度相關的數據中，細小的變化可能將某個變量的正面影響反轉成負面影響，反之亦然。這是方差檢驗的內稟性質。在敏感性分析中，發現多重共線性很有用，因為在不同的模型實現中刪去高度相關變量，就可以避免這些變量帶來的劇烈變化。
然而，在預防多重共線性的危害這方面，敏感性分析並不是萬能的，尤其是在系統複雜的社會科學中。因為若系統足夠複雜，則理論上已不可能考慮所有干擾因子，遑論測量該些因子，所以計量經濟學模型容易出現共因謬誤，即總結出錯誤的變量因果關係，而早在原始數據已遺漏正確的變量（共因）。這是一個未能考慮干擾因子的例子。

#### 基於設計的計量經濟學
最近，基於設計的計量經濟學方法得到改進，令自然實驗和準實驗研究設計更廣泛用於識別因果機制。

## 因果推斷的不端行為
儘管用於確定因果關係的方法的發展取得了進步，但這些方法仍然存在重大缺陷。這些弱點一方面源於確定複雜系統中因果關係的內稟困難，另一方面則源於科學不端行為事件。
撇開因果推斷的困難，在一些大的社會科學家群體中，存在大量社會科學家從事非科學的方法論。在經濟學和社會學領域內，不乏對於科學家將描述性研究冒充成因果研究的批評。 

### 科學不端和有缺陷的方法論
在科學領域，尤其是社會科學，學者們擔心科學不端行為廣泛存在。 因為科學研究主題廣泛，即使不是研究者的過錯，理論上仍有無限的方式去推翻一個因果關係。但是，科學家仍然疑慮，可能有很多研究者推斷因果時，沒有履行基本職責，或是沒有實踐足夠多元的方法。 
常見的非因果方法的突出例子是將相關屬性錯誤地假設為因果屬性。相關現象中不必然有內在的因果關係。回歸模型旨在測量數據中相對於理論模型的變化：即使數據有很高的協方差，也不代表之間有任何有意義的關係（除非已同時提出具有預測特性的因果機制或隨機分配治理）。缺陷方法的使用被認為是普遍存在的，這種不當行為的常見例子是過度使用相關模型，尤其是過度使用回歸模型，特別地，線性回歸模型。 兩個相關現象具有內在相關性的假設是一種稱為虛假相關性的邏輯謬誤。一些社會科學家聲稱，將虛假相關性視為因果的方法論若被廣泛使用，將有損社會科學界的誠信，不過他們亦注意到更好的方法論帶來了改進。 
若科學研究將相關性與因果關係混為一談，則可能產生更多無法獲第三方重現的科學結論。這種不可重復性是可預見的，因為該些結論所謂的因果機制，只是將相關性暫時過度概括而成，並無內在因果關係，而新數據不包含之前原始數據的特殊相關性。有關不端行為及因果推斷的固有困難的影響的爭論仍進行中。批評這些廣泛使用的方法論的人認為，研究人員使用統計學的操縱手段來發表文章，而該些文章據稱證明因果關係，但實際上只是將虛假相關吹捧為因果關係的證據。這種行為被稱為P-hacking。為了防止這種情況，一些人主張，研究人員要在研究之前預先註冊他們的研究設計。這樣，即使他們在數據分析過程中，在原先調查主題之外，發現其他數據在統計上顯著，也不能過分強調該些發現。這些發現往往不可重復。